# Міжнародний день незрячих
Міжнародний день незрячих (англ. International Day of the Blind) щороку відзначається 13 листопада у багатьох країнах світу з метою привернення уваги суспільства до незрячих людей, поширення інформації щодо незрячих людей та їхніх прав.
13 листопада 1745 у Франції народився Валентин Гаюї — відомий педагог, який заснував у Парижі і Петербурзі декілька шкіл для незрячих. Тому за рішенням Всесвітньої організації охорони здоров'я саме 13 листопада відзначається як Міжнародний день незрячих.
Мета заходів, що проводяться у рамках відзначення цього дня — привернути увагу суспільства до проблем людей з порушенням зору та допомогти таким людям як вирішити соціальні проблеми, так й отримати доступ до якісної медичної допомоги.

## Альтернатива
Альтернативним є Міжнародний день білої тростини який був затверджений 15 жовтня 1970 року з ініціативи Міжнародної федерації сліпих.